# Kostolac
Kostolac (în sârbă chirilică Костолац, în română Caștelu) este un orășel din Republica Serbia, situat în comuna Požarevac, districtul Braničevo, pe Dunăre. În anul 2002, orașul număra 9.313 locuitori.

## Geografie
Kostolac  este un centru istoric al regiunii Stig. Este ultima localitate prin care trece râul Mlava.

## Istorie
Kostolac este situat în apropiere de locul unde se afla vechiul oraș roman Viminacium, un oraș important al provinciei Moesia și capitală a Moesiei Superioare.
Săpăturile arheologice au adus la lumină un important complex urban, format din străzi largi, vile luxoase, apeducte, băi publice și un amfiteatru. Acest complex a fost recent deschis publicului.

## Economie
Kostolac este în centrul unui bazin minier de unde se extrage cărbune.
Orașul posedă două centrale termoelectrice: 
- TPP Kostolac A: 2 unități – capacitate totală de 281 MW și producție de 716 GWh;
- TPP Kostolac B: 2 unități – capacitate totală de 640 MW și producție de 3027 GWh.

Aceste centrale termoelectrice fournizează 11% din electricitatea produsă în Serbia.

## Demografie
La recensământul din 2002, situația demografică era următoarea:
|                               | Număr | Procent |
| General                       | 9313  | 100     |
| Sârbi                         | 6913  | 74,22   |
| Romi / Țigani                 | 1756  | 18,85   |
| Croați                        | 39    | 0,41    |
| Muntenegreni                  | 38    | 0,40    |
| Macedoneni                    | 36    | 0,38    |
| Iugoslavi                     | 3     | 1,13    |
| Maghiari                      | 19    | 0,20    |
| Sloveni                       | 18    | 0,19    |
| Vlahi (români)                | 16    | 0,17    |
| Români                        | 13    | 0,13    |
| Alții (germani, bulgari etc.) | 17    | 0,17    |
| Nedeclarați                   | 275   | 2,95    |

#### Evoluția istorică a populației
| An        | 1948 | 1953 | 1961 | 1971 | 1981 | 1991  | 2002 | 2011 |
| --------- | ---- | ---- | ---- | ---- | ---- | ----- | ---- | ---- |
| Populație | 2946 | 4332 | 4981 | 6678 | 9274 | 10365 | 9313 | 9264 |

## Galerie de imagini

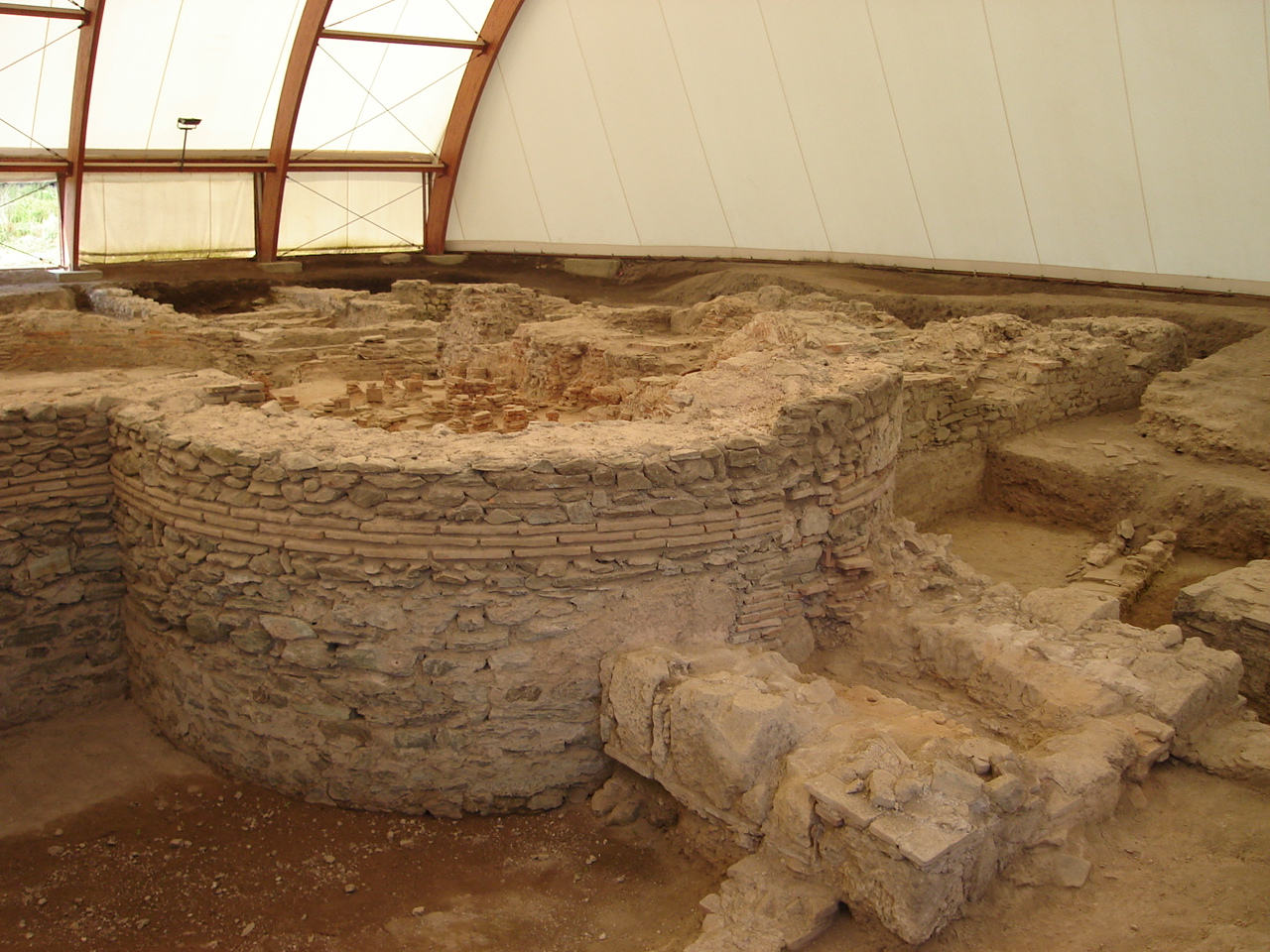
Vestigii ale oraşului roman Viminacium, în apropiere de Kostolac

## Legături externe
- sr  Kostolac Informations Arhivat în 11 noiembrie 2010, la Wayback Machine.
- en  Vedere din satelit a orașului Kostolac